# Knut le Grand
Vous lisez un « bon article » labellisé en 2025.
Pour les articles homonymes, voir Knut.
Knut le Grand est un monarque de la maison de Jelling mort le 12 novembre 1035. Il est roi d'Angleterre à partir de 1016, roi de Danemark à partir de 1018 environ et roi de Norvège à partir de 1028.
Fils cadet du roi Sven à la Barbe fourchue, Knut participe à son invasion du royaume d'Angleterre d'Æthelred le Malavisé en 1013. Après la mort de son père en 1014, il mène une nouvelle campagne anglaise en 1015. Sa victoire sur Edmond Côte-de-Fer à la bataille d'Assandun et la mort prématurée de son adversaire lui permettent d'être reconnu roi du pays. Il y assoit rapidement son autorité, notamment en épousant Emma de Normandie, la veuve d’Æthelred, puis se rend au Danemark en 1019 pour recueillir la succession de son frère Harald. Son règne sur l'Angleterre se caractérise par une volonté de s'adapter au contexte local : il conserve les organes administratifs mis en place par ses prédécesseurs et promulgue deux codes de loi inspirés par l'archevêque Wulfstan d'York qui s'inscrivent dans la tradition législative anglaise.
Après s'être rendu en pèlerinage à Rome en 1027 et y avoir assisté au sacre de l'empereur Conrad II le Salique, Knut envahit la Norvège en 1028 et en chasse le roi Olaf Haraldsson. Il confie le gouvernement de ce pays à sa première femme Ælfgifu et leur fils Sven, mais leur impopularité aboutit vers 1034 à leur expulsion au profit de Magnus, le fils d'Olaf.
Knut est encore relativement jeune lorsqu'il meurt, à la fin de l'année 1035. Son héritage est disputé entre ses fils Harold Pied-de-Lièvre et Hardeknut, qui meurent eux aussi à un jeune âge. Sa lignée mâle s'éteint en 1042, et avec elle disparaît l'union personnelle entre l'Angleterre et le Danemark. Il est aujourd'hui principalement connu à travers l'anecdote apocryphe selon laquelle il aurait tenté en vain d'imposer son autorité à la marée.

## Noms
En vieux norrois, knútr signifie littéralement « nœud » et constitue à l'origine un surnom donné aux hommes petits et trapus. Ce prénom est devenu Knut dans les langues scandinaves modernes. Il est également orthographié Knud, Cnut, Canut ou Canute en anglais et en français,.
Knut est, avec Alfred, l'un des deux seuls monarques anglais à avoir reçu l'épithète « le Grand » (inn ríki en vieux norrois, den store en danois, the Great en anglais).

## Sources

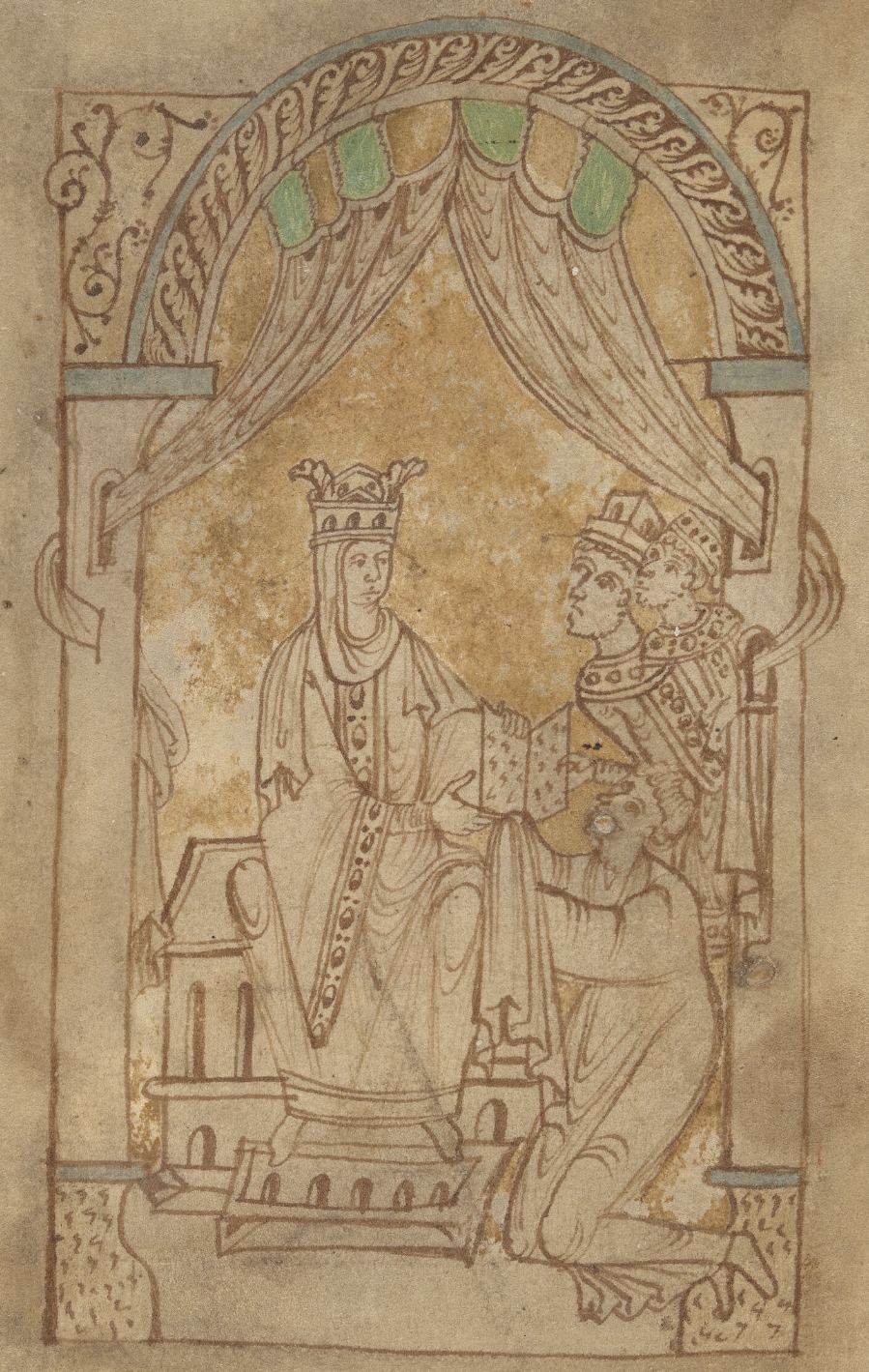
Le frontispice de l'Encomium Emmae reginae (vers 1050) représente la reine Emma recevant le livre.

La Chronique anglo-saxonne est la principale source littéraire pour l'histoire de l'Angleterre anglo-saxonne. Elle offre notamment un récit détaillé de la conquête de l'Angleterre par Knut en 1016. Ces événements, ainsi que la querelle de succession à la mort de Knut, sont également relatés en détail dans l'Encomium Emmae reginae, un panégyrique composé pour la reine Emma de Normandie quelques années après la mort du roi,. Les chroniqueurs anglais postérieurs à la conquête normande de l'Angleterre tels que Guillaume de Malmesbury, Jean de Worcester, Siméon de Durham et Henri de Huntingdon font également le récit du règne de Knut en s'appuyant parfois sur des sources perdues depuis.
En tant que roi de Danemark, Knut intéresse également les chroniqueurs allemands. La principale source littéraire le concernant est la Gesta Hammaburgensis ecclesiae pontificum d'Adam de Brême, rédigée quelques décennies après sa mort. Il est également possible de glaner quelques informations sur l'histoire danoise primitive dans les écrits de Thietmar de Mersebourg, dont la chronique s'arrête à sa mort, en 1018.
Plusieurs scaldes scandinaves ont composé des poèmes de louange pour Knut de son vivant qui portent souvent le titre de Knútsdrápa : c'est le cas d'Óttarr svarti, Sigvatr Þórðarson, Þórarinn loftunga et Hallvarðr háreksblesi. Il subsiste des fragments de leurs drápur sous la forme de citations dans des sagas plus tardives, comme la Knýtlinga saga, rédigée en Islande vers 1250. Les chartes et décrets émis en Angleterre constituent une autre source contemporaine qui offre un éclairage rare sur les affaires du pays, mais il n'en subsiste qu'une quarantaine pour la période 1016-1035, dont un certain nombre de forgeries. C'est le nombre le plus faible concernant aucun roi de la période anglo-saxonne à l'exception d'Édouard le Martyr, qui n'a régné que trois ans.
Au-delà des sources littéraires, les inscriptions des pierres runiques offrent également quelques informations sur la Scandinavie à l'époque de Knut, mais leur brièveté les rend difficiles à exploiter. L'archéologie et la numismatique jouent un rôle important dans l'étude du développement urbain au Danemark sous le règne de Knut et de son père. Les fouilles menées à Viborg, Roskilde et Lund montrent que ces trois villes ont été fondées dans les dernières décennies du Xe siècle.

## Biographie

### Origines
Knut est issu de la maison de Jelling, une dynastie qui règne sur le Danemark depuis le début du Xe siècle. Son grand-père Harald à la Dent bleue est le premier roi chrétien du Danemark : il se convertit au christianisme vers 965 et règne jusqu'à la révolte de son fils Sven à la Barbe fourchue, le père de Knut, vers 986 ou 987. Les chroniqueurs allemands Thietmar de Mersebourg et Adam de Brême rapportent que la mère de Knut, dont ils ne précisent pas le nom, est une sœur du roi polonais Boleslas Ier qui s'est mariée avec Sven après la mort de son premier mari, le roi suédois Éric le Victorieux. Cette princesse polonaise reçoit par la suite le nom de Sigríðr stórráða (« la Fière » ou « la Hautaine ») dans les sagas. Outre Knut, Sven a un autre fils avec cette femme, Harald, qui est l'aîné des deux, ainsi que plusieurs filles dont au moins une, Gytha, est le fruit d'une union antérieure.
La date de naissance de Knut est inconnue. La Knútsdrápa d'Óttarr svarti souligne son jeune âge lorsqu'il part pour la première fois à la guerre. S'il s'agit d'une allusion aux campagnes de 1013-1014, il pourrait être né vers l'an mil ou peu avant, mais le poème pourrait aussi faire référence aux raids menés en Angleterre par Sven entre 1003 et 1005. La présence de Knut n'y est pas attestée, mais s'il y a participé, il serait alors né vers le début des années 990. La Knýtlinga saga affirme qu'il a trente-sept ans à sa mort, en 1035, ce qui situerait sa naissance vers 998, mais ce même texte lui attribue à tort un règne de vingt-quatre ans en Angleterre.

### Première invasion de l'Angleterre (1013-1014)

Carte de l'invasion de l'Angleterre par Sven à la Barbe fourchue en 1013.

Knut apparaît dans les sources en 1013. Cette année-là, son père Sven rassemble une flotte pour envahir le royaume d'Angleterre. Il laisse son fils aîné Harald au Danemark pour assurer la régence, tandis que son cadet Knut l'accompagne. Cette campagne est d'une autre nature que les raids vikings que subit l'Angleterre depuis plusieurs décennies : l'objectif de Sven n'est pas le pillage, mais la conquête, comme l'illustre l'alliance qu'il conclut avec le duc de Normandie Richard II de Normandie, beau-frère du roi anglais Æthelred le Malavisé. Les Danois accostent au mois d'août à Sandwich, dans le Kent, longent la côte orientale de l'Angleterre vers le nord jusqu'à l'estuaire du Humber, puis remontent la Trent jusqu'à Gainsborough, dans le Lincolnshire, qui devient la base d'opérations de Sven. Les principaux seigneurs du Nord de l'Angleterre viennent lui rendre hommage. Avec des renforts anglais, il marche vers le sud et Oxford, puis Winchester se soumettent sans combattre. Seule Londres lui résiste sous les ordres d'Æthelred et de Thorkell le Grand, ancien viking passé au service du roi anglais. Sven prend alors la direction de l'ouest et se rend à Wallingford, puis à Bath, où les barons locaux se soumettent à lui, avant de revenir devant Londres. Æthelred s'enfuit sur l'île de Wight avant de prendre le chemin de l'exil en Normandie.
C'est vraisemblablement pendant la campagne de 1013 que Knut épouse Ælfgifu de Northampton. Fille de l'ealdorman Ælfhelm, elle est issue d'une famille aristocratique des Midlands qui possède un certain poids politique dans le Nord de l'Angleterre jusqu'en 1006, année qui voit l'exécution du père et des frères d'Ælfgifu avec l'assentiment du roi Æthelred. Le mariage d'Ælfgifu avec Knut est donc éminemment politique et permet à Sven de s'assurer de solides soutiens en Mercie et en Northumbrie.
Après la soumission de Londres, Sven retourne dans le Nord. Il compte apparemment se faire sacrer à York, mais il n'en a pas le temps : il meurt le 3 février 1014 à Gainsborough. Knut est aussitôt proclamé roi par l'armée danoise, mais la noblesse anglaise, peut-être échaudée par l'apparente intention de Sven de déplacer vers le nord le centre de gravité du royaume, préfère rappeler Æthelred d'exil pour le remettre sur le trône. Rentré en Angleterre pendant le Carême, Æthelred mène aussitôt des troupes à la rencontre de Knut, qui a conclu un accord avec les habitants du Lindsey, et le chasse de la région aux alentours de Pâques, le 25 avril. Knut rembarque précipitamment avec ses troupes et rentre au Danemark. En chemin, il fait halte à Sandwich pour y laisser les otages anglais de son père après leur avoir fait trancher le nez, les oreilles et les mains.

### La conquête de l'Angleterre (1015-1016)

Carte de l'invasion de l'Angleterre par Knut en 1015-1016.

De retour au Danemark, Knut reconstitue ses forces avec le soutien du jarl norvégien Éric Håkonsson. D'après l'Encomium Emmae reginae, il aurait proposé à son frère Harald de partager le trône du Danemark avec lui et de lui laisser le choix entre l'Angleterre et le Danemark s'il l'aidait à conquérir la première, mais son frère aurait refusé cette proposition ; néanmoins, Thietmar de Mersebourg affirme que Harald accompagne bel et bien Knut dans cette campagne. Quoi qu'il en soit, sa flotte arrive au large de Sandwich en septembre 1015. Le royaume d'Angleterre est alors en pleine crise : le roi Æthelred, souffrant, est confronté à la rébellion de son fils Edmond, qui s'oppose à l'influence exercée par le puissant ealdorman mercien Eadric Streona sur son père et revendique le soutien de la noblesse du nord du pays.
C'est probablement parce qu'il s'agit de la base d'opérations d'Edmond que Knut ne se dirige pas vers le nord, mais plutôt vers l'ouest. Sa flotte longe le littoral jusqu'à l'estuaire de la Frome, qu'elle remonte afin de ravager les comtés du Dorset, du Somerset et du Wiltshire. Eadric lève des troupes en Mercie pour le compte du roi malade, mais il choisit de rallier l'envahisseur avec ses forces et une flotte de 40 navires qui correspond vraisemblablement aux mercenaires de Thorkell le Grand. Le Wessex se soumet peu après à Knut.
Pendant les fêtes de Noël, Knut traverse la Tamise et attaque le Warwickshire. Edmond tente de lever une armée en Mercie, mais la méfiance qui règne entre son père et lui entrave la résistance anglaise et leurs troupes se dispersent. Le prince se rend alors à York pour y solliciter l'aide de l'ealdorman Uchtred le Hardi et leurs troupes se lancent dans une campagne de pillage dans l'ouest de la Mercie, base de pouvoir d'Eadric Streona. De son côté, Knut prend la direction du nord à travers les comtés favorables à Edmond (le Buckinghamshire, le Bedfordshire, le Huntingdonshire, le Northamptonshire et le Lincolnshire). Arrivé à York, il contraint Uchtred à se soumettre à lui, puis le fait exécuter et confie la Northumbrie à son allié Éric Håkonsson.

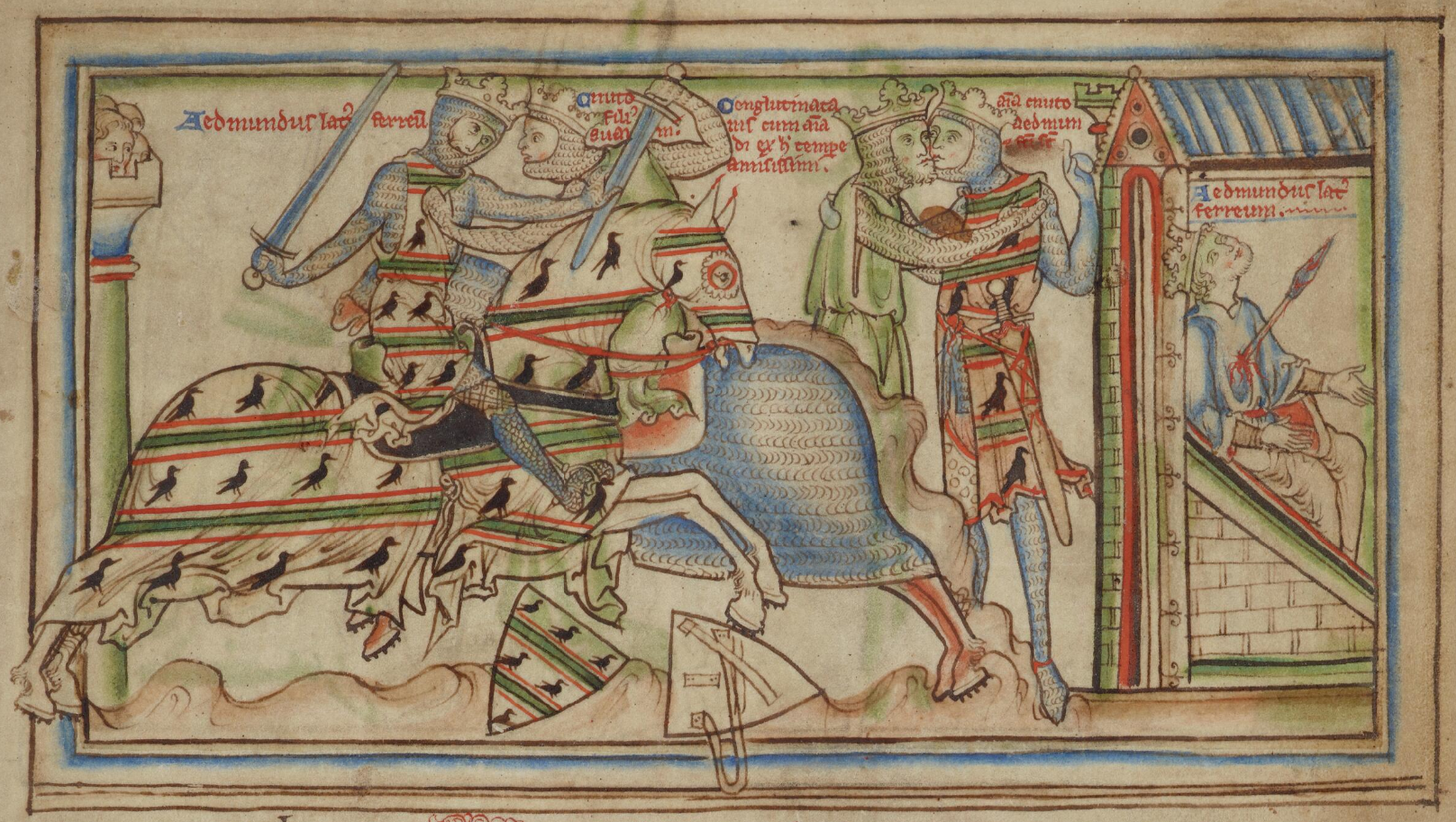
Edmond et Knut s'affrontent et concluent la paix avant la mort d'Edmond. Enluminure de la Vie de seint Aedward le Rei par Matthieu Paris (vers 1255).

Æthelred meurt à Londres, où il s'était réfugié, le 23 avril 1016. Les nobles présents à Londres élisent aussitôt Edmond pour lui succéder, mais dans le reste de l'Angleterre, c'est Knut qui reçoit le soutien de la noblesse ; Jean de Worcester rapporte qu'elle vient lui prêter serment de fidélité à Southampton. Il assiège Londres, mais ne parvient pas à s'en emparer, tandis qu'Edmond reprend le contrôle du Wessex. Deux batailles s'ensuivent, à Penselwood dans le Somerset et à Sherston dans le Wiltshire, qui ne permettent pas à Knut de prendre l'ascendant sur son adversaire. Tous deux reprennent la direction de Londres, où Edmond parvient à remporter une victoire sur Knut à Brentford. Après avoir levé des troupes fraîches au Wessex, il le poursuit dans le Kent et l'affronte à nouveau à Otford, une bataille qui convainc Eadric d'abandonner Knut au profit d'Edmond. Knut reprend alors la mer et traverse l'estuaire de la Tamise pour ravager l'Essex et la Mercie.
Alors qu'il retourne à ses navires après cette campagne de pillage, Knut est rattrapé par les forces d'Edmond près d'une colline appelée Assandun, correspondant soit à Ashingdon, dans le sud-est de l'Essex, soit à Ashdon, dans le nord-ouest de ce même comté. La bataille d'Assandun prend place le 18 octobre 1016. Une nouvelle trahison d'Eadric, qui déserte avec ses hommes, permet à Knut de remporter une victoire décisive. Edmond s'enfuit vers l'ouest, mais un ultime affrontement près de la forêt de Dean, dans le Gloucestershire, l'amène à négocier avec Knut. Les deux princes se rencontrent à Alney, une île sur la Severn, pour se partager l'Angleterre : Knut obtient la Mercie et probablement la Northumbrie, tandis qu'Edmond conserve le Wessex. Cette situation ne dure que quelques semaines, car Edmond meurt le 30 novembre 1016, peut-être à la suite de blessures reçues au combat. Knut est alors reconnu comme seul roi de toute l'Angleterre par le witan réuni à Londres.

### La stabilisation de l'Angleterre

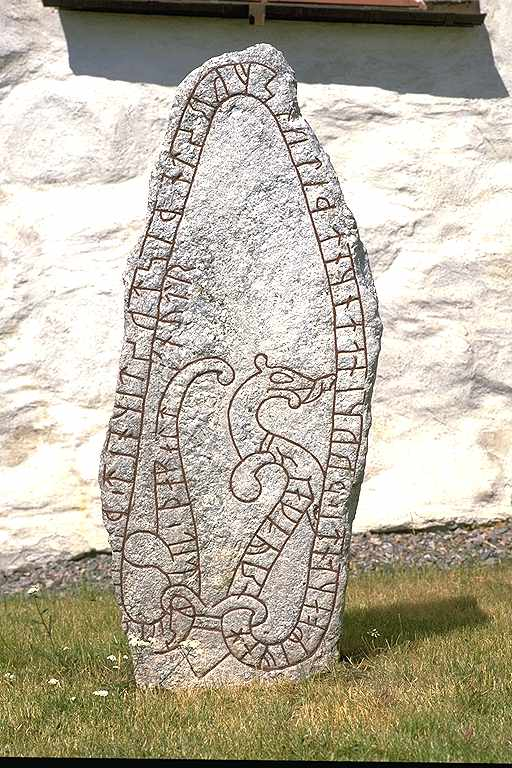
La pierre runique U 194 commémore un viking nommé Alli qui a reçu « le paiement de Knut en Angleterre ».

Jean de Worcester rapporte que Knut organise une grande réunion des principaux seigneurs anglais à Londres peu après la mort d'Edmond Côte-de-Fer. Il leur demande de confirmer la légitimité de son arrivée au pouvoir et de rejeter explicitement les prétentions potentielles des frères et des fils d'Edmond. Il est possible que cette réunion ait servi de prélude à un sacre en bonne et due forme par l'archevêque de Cantorbéry Lyfing en la cathédrale Saint-Paul, mais un tel sacre n'est pas évoqué avant le XIIe siècle dans les écrits du chroniqueur Raoul de Diceto, le doyen de cette cathédrale.
Dans son entrée pour l'année 1017, la Chronique anglo-saxonne indique que Knut partage l'Angleterre en quatre grands earldoms : le Wessex, qu'il se réserve, l'Est-Anglie, qu'il accorde à Thorkell le Grand, la Mercie, qu'il laisse à Eadric Streona, et la Northumbrie, qu'il donne à Éric Håkonsson. Cet arrangement vise probablement à stabiliser le pays et faciliter la levée de l'impôt, mais aussi à récompenser ses alliés. La loyauté d'Eadric apparaît trop incertaine, si bien que Knut le fait exécuter à Noël avant de partager la Mercie occidentale entre Hákon, le fils d'Éric (pour le Worcestershire), Eilaf (pour le Gloucestershire) et Hrani (pour le Herefordshire et le Shropshire), tous d'origine scandinave. D'autres membres de l'aristocratie anglaise sont exécutés la même année : c'est le cas de Northman, fils de l'ealdorman mercien Leofwine, ainsi que d'Æthelweard et Beorhtric, deux nobles du Wessex. Le dernier frère vivant d'Edmond Côte-de-Fer, Eadwig, est banni du royaume, puis tué, tandis que les deux jeunes fils d'Edmond, Édouard et Edmond, sont envoyés en exil et échappent peut-être à une tentative d'assassinat.
Une étape supplémentaire dans le renforcement de la position de Knut est son mariage, au mois de juillet 1017, avec Emma de Normandie, la veuve d'Æthelred. Ces noces se font dans le respect absolu du rite chrétien, et Emma reçoit le titre de reine, contrairement à Ælfgifu. En épousant Emma, Knut neutralise la menace posée par les deux fils qu'elle a eus d'Æthelred, Alfred et Édouard : exilés en Normandie, les deux princes (æthelings) ne peuvent attendre aucun soutien militaire de leur oncle Richard II. Les sources n'indiquent pas que Knut répudie Ælfgifu avant d'épouser Emma, et celles qui sont favorables à cette dernière, comme l'Encomium Emmae reginae, ne décrivent la première conjointe du roi que comme une concubine. Il est possible que leur union ait été un mariage more danico. En tout état de cause, la légitimité des deux fils de Knut et Ælfgifu, Sven et Harold Pied-de-Lièvre, n'est pas remise en question par leur père. Si l'Église ne l'accuse jamais ouvertement de bigamie, son silence est peut-être réprobateur : le code juridique de Knut, en grande partie dû à l'archevêque Wulfstan d'York, interdit aux prêtres de s'occuper de tout homme ayant à la fois une femme et une concubine.
En 1018, Knut obtient le versement d'un tribut de 82 500 livres par les Anglais, dont 10 500 pour la seule ville de Londres, qui paie probablement son soutien continu à Æthelred et Edmond. Cet argent, obtenu grâce à la robustesse du système de taxation mis en place par ses prédécesseurs, lui permet de solder ses hommes et de les renvoyer au Danemark, ne conservant qu'une flotte de 40 navires avec lui en Angleterre. Leurs équipages forment un corps d'élite d'environ 2 000 à 3 200 hommes dont la fidélité à Knut est assurée : ce sont les housecarls, ou lithsmenn. Ce sont probablement eux qui détruisent une flotte pirate de 30 navires la même année. Enfin, l'année 1018 est également marquée par une grande assemblée d'Anglais et de Danois à Oxford qui aboutit à la réconciliation officielle entre les deux peuples. Un geste supplémentaire d'apaisement prend place en 1020 avec la consécration d'une église en pierre dédiée à saint André à Assandun pour commémorer les victimes de la bataille.

### Roi de Danemark et d'Angleterre

L'« empire » de Knut le Grand à son apogée après la conquête de la Norvège en 1028.

La Chronique anglo-saxonne rapporte que Knut se rend au Danemark en 1019 avec neuf navires et y reste pendant l'hiver avant de rentrer en Angleterre au printemps 1020. C'est vraisemblablement pour recueillir l'héritage de son frère qu'il traverse la mer du Nord. L'histoire danoise de cette période est mal documentée, mais Harald semble être mort vers 1018 sans laisser d'héritier autre que son frère cadet. Il subsiste une lettre rédigée par Knut durant ce séjour danois et adressée à ses sujets anglais, dans laquelle il explique avoir effectué ce voyage pour les protéger d'une menace non définie, peut-être une révolte danoise ou une attaque des Wendes.
Peu après son retour en Angleterre, Knut organise une grande assemblée à Cirencester le 17 avril 1020, jour de Pâques. Elle déclare hors-la-loi l'ealdorman du Wessex Æthelweard, sans que la raison de cette décision soit connue : il est possible qu'il ait participé à une révolte contre l'autorité de Knut en son absence, peut-être en lien avec un certain « Eadwig, roi des ceorls », qui pourrait être identifié au fils d'Æthelred le Malavisé dans l'hypothèse où celui-ci n'aurait pas été exécuté en 1017.
Le 11 novembre 1021, c'est au tour de Thorkell le Grand d'être déclaré hors-la-loi. Les sources ne précisent pas pourquoi Knut cherche à se débarrasser de celui qui est alors le deuxième personnage le plus puissant d'Angleterre (son nom figure systématiquement en première position dans les listes de témoins des chartes de la période 1017-1021). Il est possible que Thorkell ait tenté de s'emparer du pouvoir, ou en tout cas que Knut ait craint qu'il ne le fasse. Deux ans plus tard, alors que Thorkell est retourné au Danemark, il se réconcilie avec Knut dans des circonstances tout aussi floues. Il livre son fils au roi, qui lui remet en échange la garde de son propre fils Hardeknut et leur confie à tous les deux le gouvernement du Danemark. Knut est vraisemblablement contraint à cet arrangement par la position solide de Thorkell au Danemark.
Après l'exil de Thorkell et la mort d'Éric Håkonsson, survenue vers 1023, Knut commence à s'appuyer davantage sur des earls d'origine anglaise. L'un d'entre eux, Godwin, détient ce titre depuis 1018, mais il gagne en importance après 1023. D'après la Vita Ædwardi regis, il aurait accompagné Knut lors d'une expédition au Danemark, probablement celle de 1022-1023, et le roi aurait été si satisfait de lui qu'il l'aurait nommé bajulus, c'est-à-dire régent de toute l'Angleterre. À partir de cette date, Godwin apparaît systématiquement en première position dans les listes de témoins des chartes royales, et le nombre d'individus portant le titre de earl ne cesse de décroître avec la disparition progressive des individus d'origine scandinave établis par Knut dans les Midlands. Dans les années 1030, il ne reste plus guère que Godwin et son homologue mercien Leofric (fils de l'ealdorman Leofwine), qui commence à figurer sur les chartes en 1032. Avec Siward de Northumbrie, dont le nom apparaît l'année suivante, Godwin et Leofric sont les hommes forts de l'Angleterre sous les successeurs de Knut.

### La conquête de la Norvège
En 1026, les rois Olaf Haraldsson de Norvège et Anund Jacob de Suède envahissent le Danemark. L'alliance entre ces deux souverains remonte au moins à 1019, année du mariage d'Olaf avec Astrid Olofsdotter, la sœur d'Anund Jacob. Ils bénéficient de soutiens au sein de l'aristocratie danoise en la personne des frères Ulf et Eilaf Thorgilsson, deux anciens fidèles de Knut. Les flottes norvégienne et suédoise attaquent la Scanie et le Sjælland, mais elles battent en retraite vers l'est lorsque Knut arrive de manière inattendue dans le Limfjord à la tête de ses propres navires. Elles s'affrontent à l'embouchure d'un fleuve appelé « la rivière sainte », probablement l'Helgeå dans l'est de la Scanie. L'issue de cette bataille de l'Helgeå n'est pas claire, mais la Chronique anglo-saxonne rapporte que les Suédois restent maîtres du champ de bataille et que Knut subit de lourdes pertes. Néanmoins, cette campagne se solde par une victoire stratégique pour Knut, dont la flotte bloque les Norvégiens dans la Baltique et les empêche de rentrer au pays par voie de mer. Les troupes d'Olaf doivent abandonner leurs navires et passer par les terres pour retourner en Norvège, ce qui les affaiblit considérablement. Ce succès est sans doute à l'origine du titre de « roi de la totalité de l'Angleterre, du Danemark et des Norvégiens, ainsi que d'une partie des Suédois » (rex totius Anglie et Denemarcie et Norreganorum et partis Suanorum) que se donne Knut dans la lettre qu'il adresse aux Anglais en 1027, alors même que son autorité ne s'étend pas (encore) sur la Norvège et qu'elle ne s'est vraisemblablement jamais étendue sur la moindre partie de la Suède,.
Après s'être assuré le soutien du jarl de Lade Håkon Eiriksson, le fils d'Éric Håkonsson, Knut assemble une flotte de 50 navires et envahit la Norvège au printemps 1028. Le pays ne lui oppose apparemment aucune résistance et Olaf s'enfuit plutôt que de livrer bataille. Plusieurs membres de l'aristocratie norvégienne opposés à Olaf pour diverses raisons prêtent allégeance à Knut, comme Kálfr Árnason, Einar Tambarskjelve, Erling Skjalgsson, Thorir Hund ou Harek de Tjøtta,. Il confie le gouvernement du pays à Håkon, mais celui-ci disparaît dans un naufrage en 1029 ou 1030. Olaf semble avoir voulu profiter de la situation pour reprendre son trône, mais sa tentative d'invasion est déjouée par les Norvégiens à la bataille de Stiklestad, le 29 juillet 1030, au cours de laquelle il trouve la mort.
Pour remplacer Håkon, Knut envoie en Norvège sa première épouse Ælfgifu avec leur fils aîné Sven. La manière dont ils gouvernent le pays leur vaut l'inimitié de l'aristocratie locale, notamment leur tentative d'introduire un code juridique aux dispositions strictes. Sven et Ælfgifu sont confrontés en 1033 à une tentative d'invasion menée par Tryggvi Olafsson, un prétendant qui se présente comme le fils du roi Olaf Tryggvason. Celui-ci trouve la mort au combat, mais Sven et Ælfgifu sont contraints de fuir la Norvège peu après, peut-être en 1034, lorsque Einar Tambarskjelve et Kálfr Árnason offrent la couronne à Magnus, un fils d'Olaf Haraldsson. Knut ne survit pas assez longtemps pour tenter de reconquérir le pays.

### Mort et succession

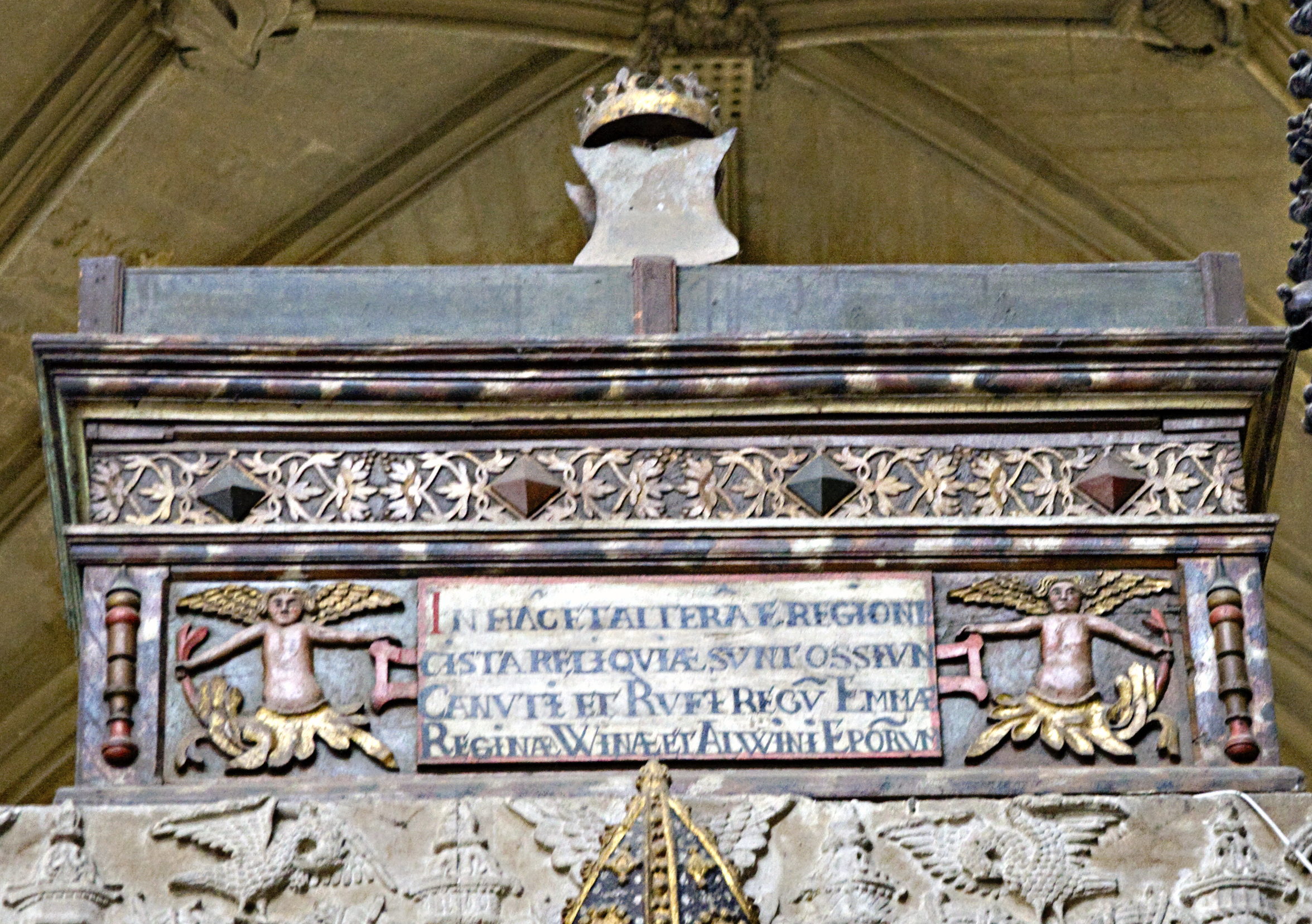
Cette châsse mortuaire placée près de l'autel de la cathédrale de Winchester contiendrait les ossements de Knut et de sa femme Emma.

Knut meurt le 12 novembre 1035 à Shaftesbury, dans le Dorset. Bien qu'il ne soit pas très âgé (il a tout au plus une quarantaine d'années), il est possible qu'il ait senti sa fin approcher, à en juger par une charte accordée cette année-là à l'abbaye de Sherborne. En échange d'un terrain de 16 hides à Corscombe, il demande aux moines de prier Dieu, de chanter des psaumes et de célébrer des messes tous les jours pour le salut de son âme et la rémission de ses péchés,. Sa dépouille est ramenée à Winchester pour être inhumée dans l'Old Minster. Elle est ultérieurement transférée dans la cathédrale normande de Winchester. En 1642, pendant la Première révolution anglaise, les ossements des rois anglais enterrés à Winchester sont exhumés et éparpillés par des soldats parlementaires. Après la Restauration, ces ossements sont rassemblés et déposés dans de nouvelles châsses mortuaires, dont l'une porte les noms de Knut et Emma, mais ils ont été tellement mélangés qu'il est impossible de dire lesquels sont les leurs.
Hardeknut succède à son père sans heurt au Danemark, mais en Angleterre, l'aristocratie est divisée. Réuni à Oxford, le witan voit une faction autour de Godwin et de la reine-mère Emma favoriser l'avènement de Hardeknut, alors qu'un autre groupe de thegns du nord du pays, réuni autour de Leofric de Mercie, apporte son soutien à Harold Pied-de-Lièvre. Un compromis est atteint qui voit le partage du pays entre Harold, qui gouverne au nord de la Tamise, et Hardeknut, représenté par sa mère Emma, qui gouverne au sud. Les deux frères suivent rapidement leur père dans la tombe, Harold en 1040 et Hardeknut en 1042. Les morts prématurées de Knut, de son père et de ses enfants pourraient être liées à une maladie génétique ; la description de celle de Hardeknut évoque un accident vasculaire cérébral ou un anévrisme intracrânien. Le trône anglais revient finalement à Édouard le Confesseur, le dernier fils d'Æthelred le Malavisé et d'Emma de Normandie, tandis que Magnus Olafsson ajoute le Danemark à son royaume de Norvège. L'« empire » de Knut ne survit ainsi guère à la disparition de son fondateur.

## Aspects du règne

### Le droit

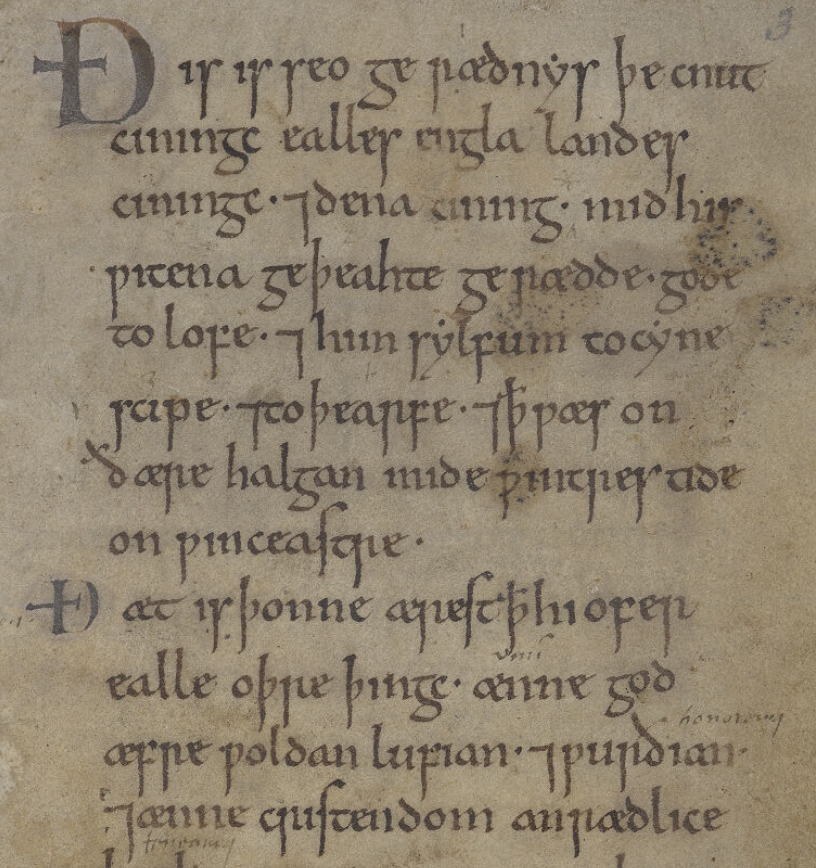
Le début du code juridique de Knut dans le manuscrit Cotton Nero A i (XIe siècle).

Il subsiste plusieurs textes de nature législative datant du règne de Knut. Le principal est un code juridique compilé, voire rédigé par l'archevêque Wulfstan d'York, et promulgué à Winchester en 1020 ou 1021. Il se compose de deux grandes parties : la première, appelée I Cnut par les historiens modernes, s'intéresse au droit canon, tandis que la seconde, II Cnut, est consacrée aux affaires séculières. Il reprend de nombreuses dispositions figurant déjà dans les codes des prédécesseurs de Knut, ainsi que des éléments de nature homélitique tirés des œuvres de Wulfstan,. Il s'agit du dernier code juridique émis par un roi anglais avant la conquête normande. Trois copies manuscrites de l'époque anglo-saxonne en subsistent (BL Harley 55, Cotton Nero A. i et CCCC MS 383), ainsi que des traductions latines du XIIe siècle (les Instituta Cnuti et la Consiliatio Cnuti), signe d'une influence durable sur le droit anglais.
Un autre code, plus court, est conservé dans le manuscrit CCCC MS 201. C'est également l'œuvre de l'archevêque Wulfstan, et il s'agit de toute évidence d'une première étape dans l'élaboration du grand code de 1020/1021. Il correspond vraisemblablement au fruit des délibérations de la grande assemblée d'Anglais et de Danois convoquée à Oxford en 1018,. Les deux lettres adressées au peuple anglais à Knut lors de ses absences de 1019-1020 et 1027 contiennent également des considérations d'ordre législatif ; la première porte encore l'empreinte de Wulfstan, tandis que la seconde pourrait avoir été rédigée par l'abbé Lyfing de Tavistock.

### Les monnaies

#### En Angleterre
Les pennies d'argent frappés sous le règne de Knut en Angleterre connaissent trois types successifs. Le premier, appelé « Quatrefoil » par les numismates modernes, porte à l'avers un portrait de profil du roi à l'intérieur d'un quatre-feuilles et une grande croix évidée avec un quatre-feuilles au revers. Il s'agit de la première pièce anglaise avec un dessin de roi portant une couronne depuis les monnaies au buste couronné d'Edgar le Pacifique, mort en 975, peut-être afin d'accréditer la légitimité de Knut. Elle commence à être frappée vers 1017, après une brève période où les dernières pièces du règne d'Æthelred le Malavisé continuent à circuler, et reste en circulation jusqu'à une date incertaine, peut-être 1023.
Le deuxième type de Knut, qui pourrait avoir circulé de 1023 à 1029, présente toujours un portrait de profil du roi à l'avers, mais la couronne y est remplacée par un casque pointu, d'où son surnom de « Pointed Helmet ». Au revers figure une croix avec quatre petits anneaux dans chaque quartier. Il s'agit d'une des pièces les plus légères de la période 973-1066, ce qui pourrait refléter une volonté d'harmoniser les unités monétaires anglaises et scandinaves.
Sur le troisième et dernier type de Knut, « Short Cross », le roi apparaît à l'avers, toujours de profil, mais coiffé d'un diadème et tenant un sceptre. Une croix figure au revers, avec un anneau à l'intersection des deux branches. La tendance globale du règne de Knut est à une réduction de la production monétaire : selon les estimations du numismate D. M. Metcalf, le type Quatrefoil aurait été frappé à 47 millions d'exemplaires, contre 22 pour le Pointed Helmet et seulement 14 pour le Short Cross. Si le grand nombre de pièces Quatrefoil s'explique par la nécessité de payer le tribut de 1018, la réduction du nombre d'ateliers et de monnayeurs reflète également une centralisation accrue et un renforcement de l'autorité royale après un début de règne tumultueux.
- Les types successifs des pennies anglais de Knut :

"Les
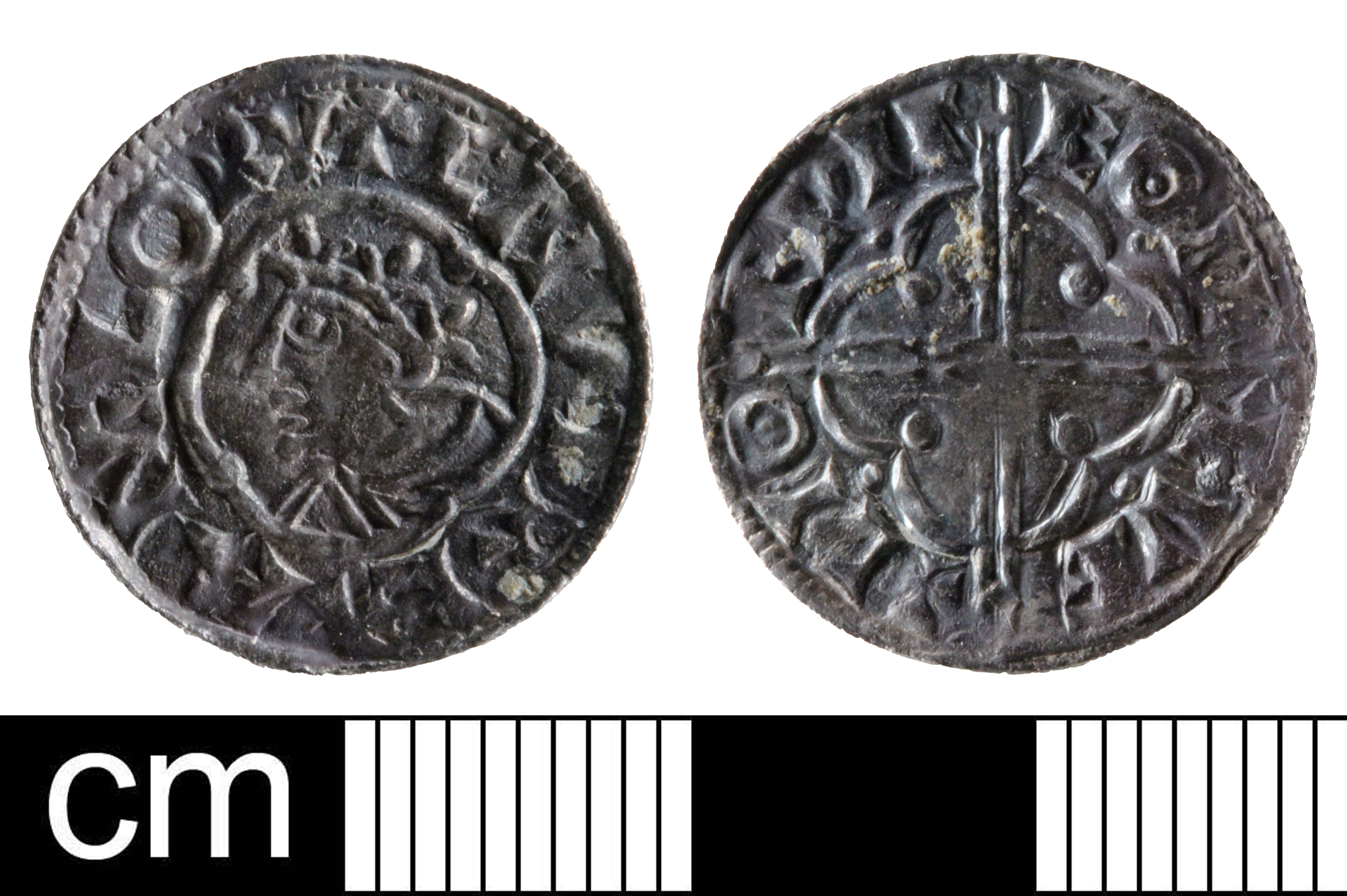
Quatrefoil
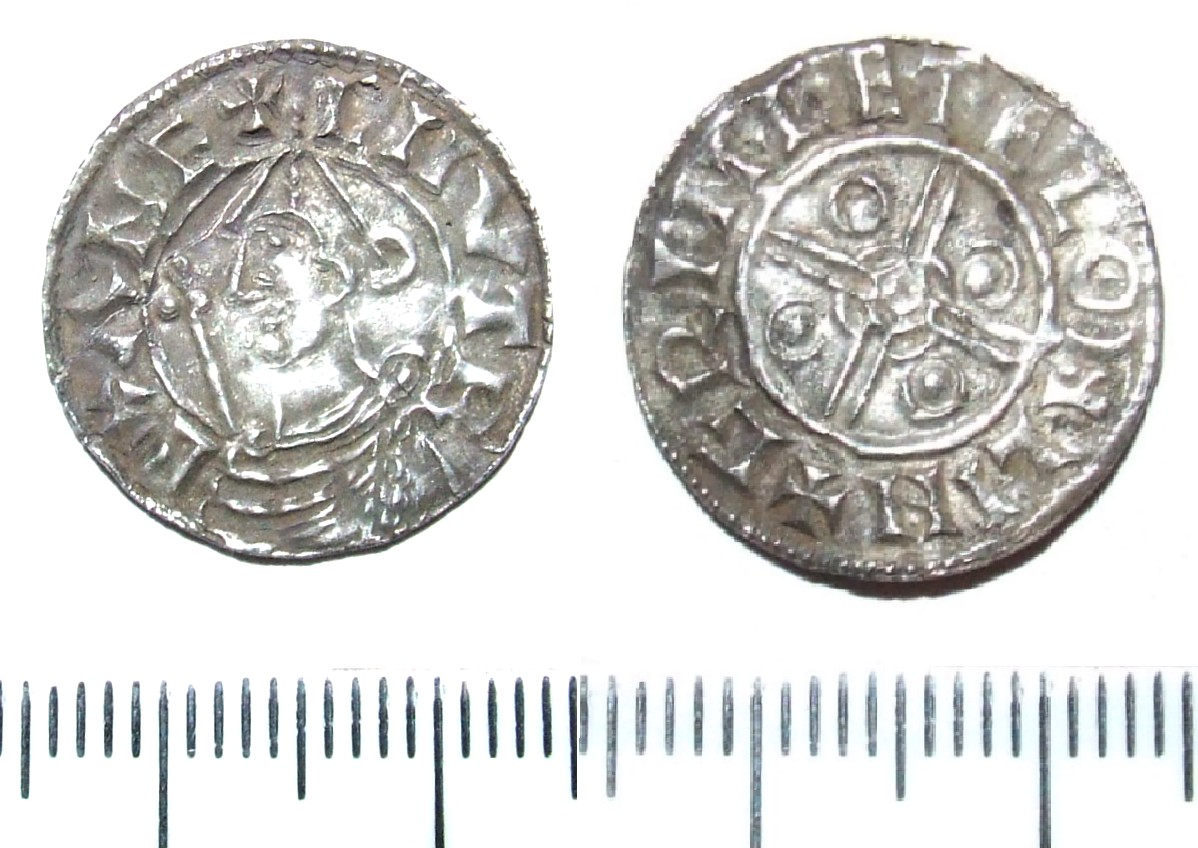
Pointed Helmet
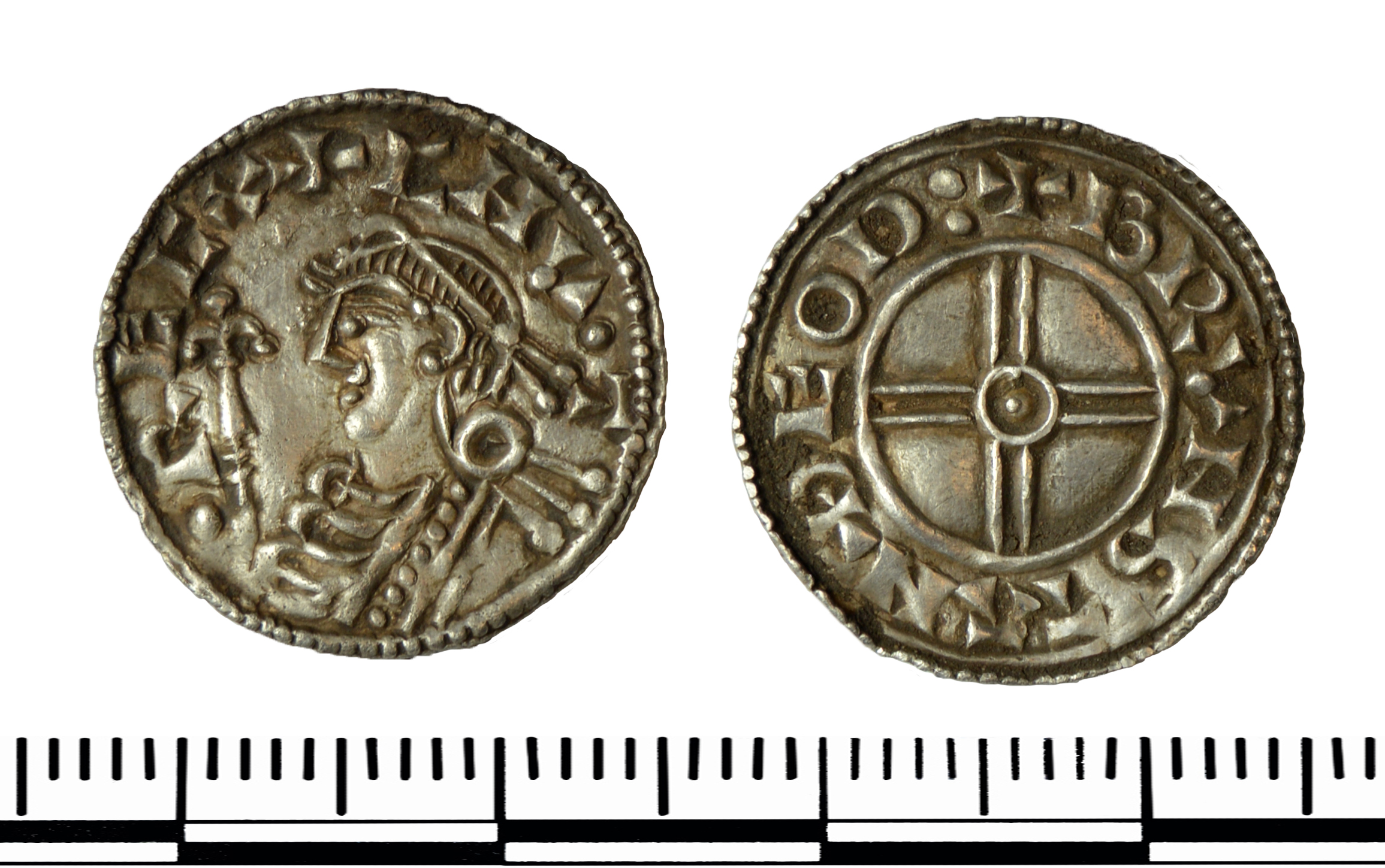
Short Cross

#### En Scandinavie

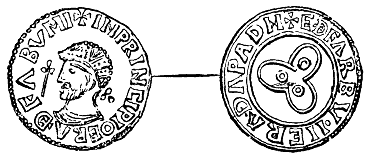
Une pièce d'argent frappée à Slagelse avec une triquetra au revers.

C'est vers 995, sous le règne de Sven, le père de Knut, qu'apparaissent pour la première fois au Danemark des pièces de monnaie frappées au nom du roi. Ce sont de simples imitations de pennies d'Æthelred le Malavisé. Lorsqu'il hérite du trône danois, Knut poursuit cette pratique d'imitation tout en augmentant le nombre d'ateliers monétaires. Ses premières pièces ne sont frappées qu'à Lund et à Viborg avant l'ouverture d'ateliers supplémentaires à Roskilde, Ringsted et Ribe vers 1025. Les monnayeurs de Lund portent des noms typiquement anglais (Godwine, Ælfwine, Leofwine), signe supplémentaire de l'influence anglaise.
Une deuxième phase dans la frappe danoise débute vers 1026-1028. Coïncidant avec l'ouverture de nouveaux ateliers à Slagelse, Ørbæk et Hedeby, elle se caractérise par l'apparition de nouveaux motifs purement danois et une réduction du poids des pièces : de 1,4 g en moyenne, elles passent à 1,0 g dans l'est du Danemark et 0,75 g dans l'ouest du pays. Certaines de ces pièces sont frappées au nom de Hardeknut, le fils de Knut.
Il ne subsiste pas de pièces frappées en Norvège sous le règne de Knut. En revanche, il existe des pièces frappées à Sigtuna, en Suède, portant l'inscription cnvt rex sv. Si certains historiens y ont vu la preuve que l'autorité de Knut s'étendait aussi sur ce royaume, il est plus vraisemblable qu'il s'agisse de simples imitations de pennies anglais dont les auteurs auraient recopié les inscriptions sans forcément les comprendre.

### Knut et l'Église

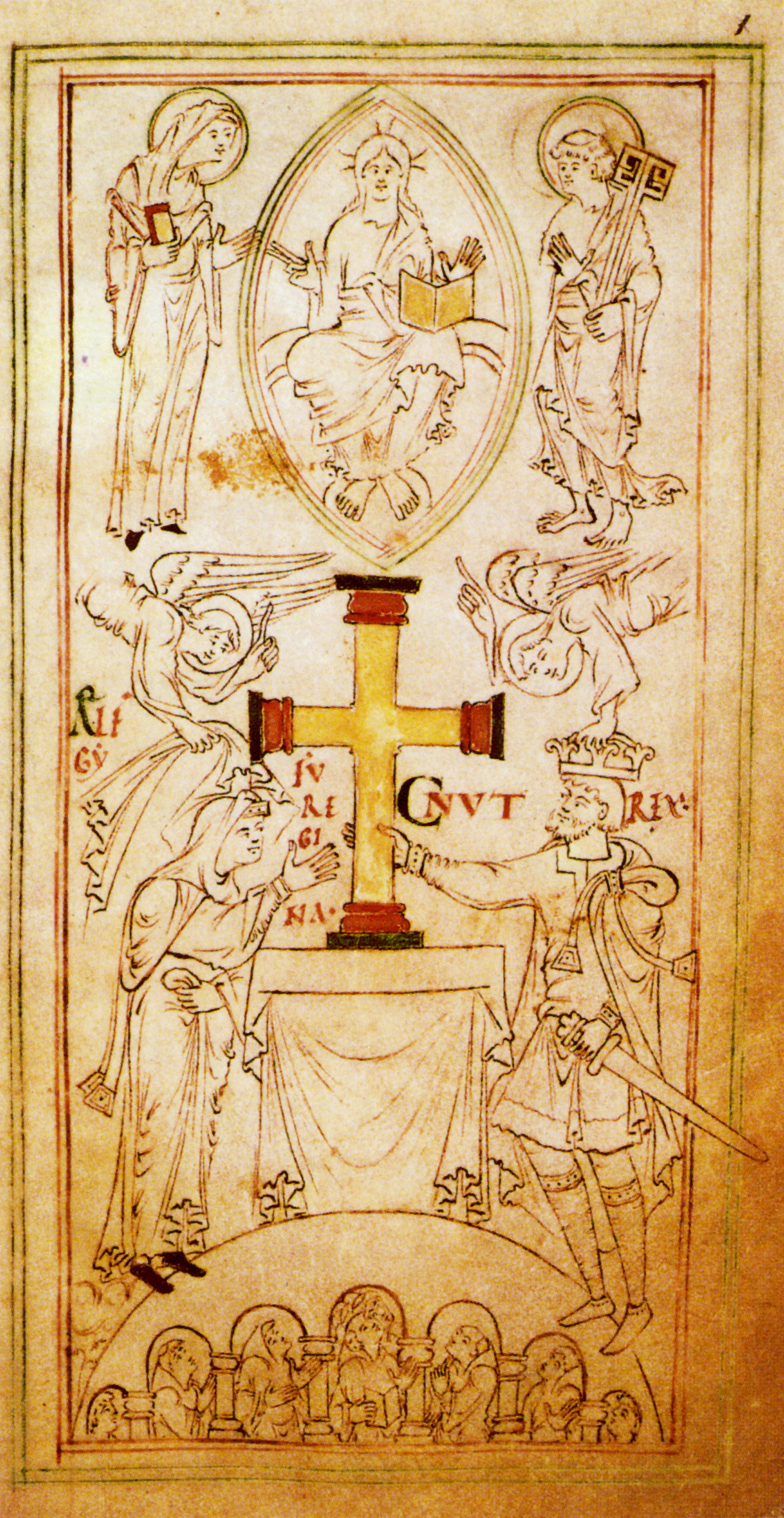
Ce dessin dans le liber vitæ du New Minster représente le don d'une grande croix en or par Knut et Emma.

Contrairement aux vikings qui assaillent l'Angleterre un siècle et demi auparavant, à l'époque d'Alfred le Grand, Knut et son père Sven sont des seigneurs chrétiens. Knut est clairement baptisé dès l'enfance. Son nom de baptême, Lambert, indique peut-être que cette cérémonie a pris place un 17 septembre, jour de la fête de Lambert de Maastricht, et reflète peut-être aussi sa parenté avec les Piast, famille dont plusieurs membres portent ce nom.
Après sa conquête de l'Angleterre, Knut s'efforce d'apparaître comme un souverain pieux et effectue de nombreux dons aux églises et monastères du pays. Au-delà de sa piété personnelle, il a tout intérêt à se concilier la hiérarchie ecclésiastique pour renforcer son autorité. Cela passe également par la nomination de prêtres à son service lorsqu'un siège épiscopal devient vacant : Ælfwine devient ainsi évêque de Winchester en 1032 et Duduc évêque de Wells en 1033, tandis qu'Eadsige est en mesure de succéder à Æthelnoth comme archevêque de Cantorbéry quelques années après la mort de Knut, en 1038. Un autre prêtre au service de Knut, Stigand, connaît une carrière ecclésiastique brillante sous le règne d'Édouard le Confesseur. En 1023, le transfert à Cantorbéry des reliques d'Alphège, archevêque martyrisé par les vikings en 1012, constitue une occasion supplémentaire d'accroître sa légitimité.
Son pèlerinage à Rome en 1027 est également le fait d'un fervent chrétien. Il négocie à cette occasion avec le pape Jean XIX une réduction des péages que doivent verser les pèlerins anglais qui se rendent comme lui à Rome et obtient que les archevêques anglais n'aient plus à payer pour recevoir leur pallium.
Au Danemark, Knut cherche à émanciper le pays de la tutelle des archevêques de Hambourg-Brême en nommant des évêques installés dans les villes nouvelles fondées par son père et lui, comme Reginbert sur l'île de Fionie ou Bernard en Scanie. Gerbrand (da) est sacré évêque de Roskilde par l'archevêque Æthelnoth de Cantorbéry en 1022.
Les scaldes de Knut comparent fréquemment son autorité à celle du Dieu chrétien sur le paradis. Il s'agit d'une innovation stylistique remarquable : leurs prédécesseurs interprètent plutôt la souveraineté des rois scandinaves comme le résultat de la faveur des dieux du panthéon nordique. Cette caractéristique est propre au règne de Knut et ne réapparaît pas dans la poésie scandinave avant le XIIe siècle.

### La diplomatie
D'après M. K. Lawson, Knut se préoccupe sans doute de politique étrangère davantage qu'aucun autre de ses prédécesseurs sur le trône d'Angleterre. Il se rend à Rome en 1027 pour assister au sacre impérial de Conrad II le Salique par le pape et joue un rôle privilégié dans la cérémonie. Conrad a tout intérêt à se concilier Knut, dont le Danemark jouxte la Germanie au nord et qui est apparenté par sa mère aux Piast de Pologne, voisins turbulents du Saint-Empire. Il reconnaît son autorité sur toute la région située au nord du fleuve Eider. Les relations entre Conrad et Knut restent bonnes par la suite : les fiançailles d'Henri le Noir, fils de l'empereur, avec Gunhild, la fille de Knut, sont annoncées le 18 mai 1035. Ils se marient un an plus tard, après la mort de Knut.
Les manuscrits D et E de la Chronique anglo-saxonne rapportent que Knut se rend en Écosse en 1031. Le second précise que trois rois nommés Malcolm, Mælbæth et Iehmarc lui rendent hommage à cette occasion. Le premier est Malcolm II, qui règne sur l'Écosse de 1005 à 1034. Le second est couramment identifié à Macbeth, qui exerce alors un pouvoir équivalent à celui d'un roi sur la région du Moray, dans le nord-est de l'Écosse. Le troisième pourrait être Echmarcach mac Ragnaill, un individu actif des deux côtés de la mer d'Irlande et qui pourrait être en 1031 le souverain du Galloway et de l'île de Man.
Les relations entre l'Angleterre et la Normandie sont bonnes au début du règne de Knut grâce à son mariage avec Emma, la sœur du duc Richard II de Normandie. Elles se dégradent après la mort de Richard et l'avènement de son fils Robert Ier de Normandie, en 1027. Un projet de mariage entre Robert et Estrid, la sœur de Knut, n'aboutit pas. Le nouveau duc se montre favorable aux revendications de ses cousins, les princes Alfred et Édouard, le second recevant même le titre de roi sur une charte normande. D'après Guillaume de Jumièges, Robert réunit une grande flotte à Fécamp pour envahir l'Angleterre lorsque Knut refuse de rendre aux æthelings leur héritage légitime, mais une tempête déjoue ses projets.

### Des ambitions impériales?

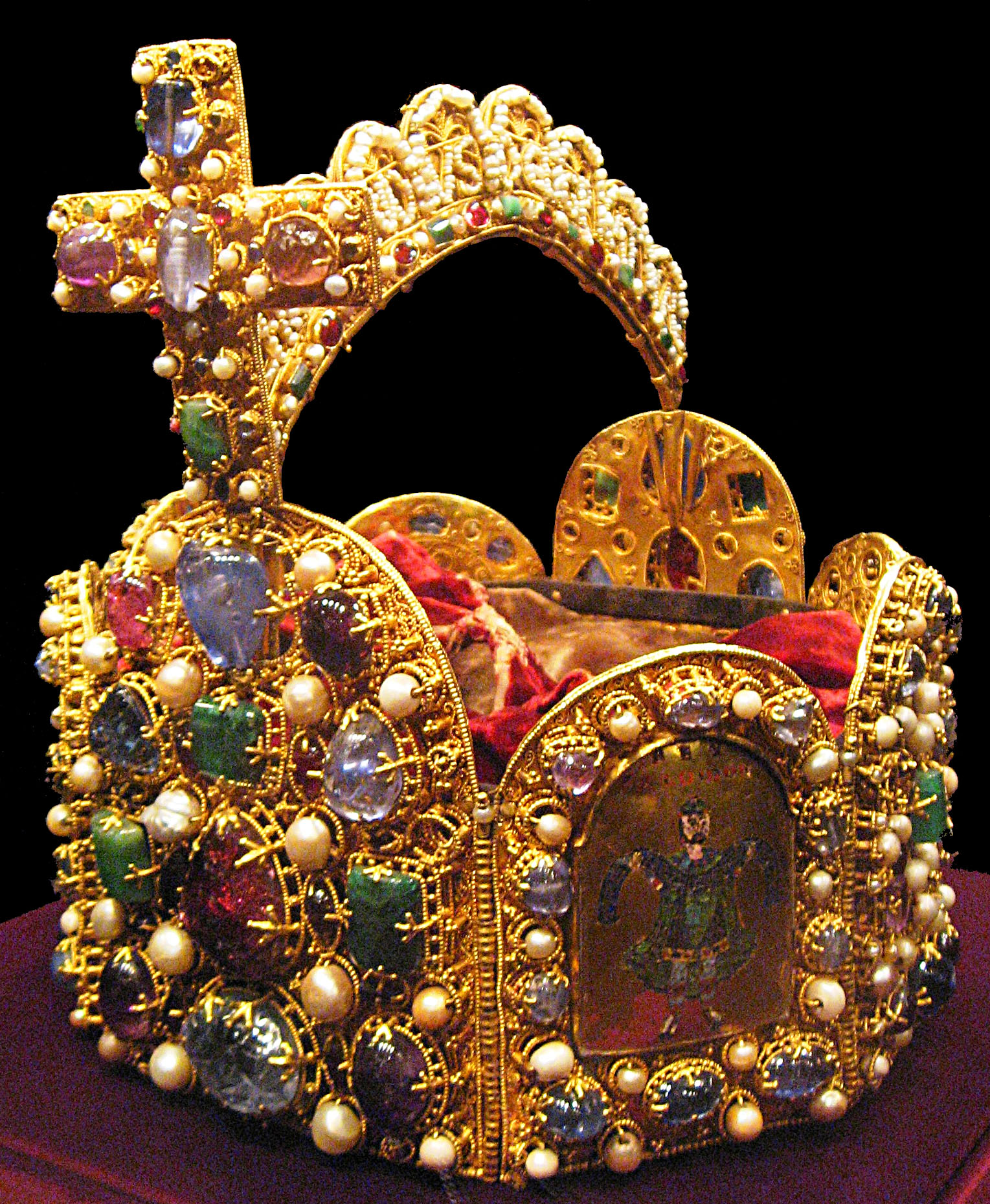
La couronne impériale de.

Les expressions « empire de la mer du Nord », « empire du Nord » ou « empire anglo-danois » sont souvent utilisées pour décrire l'ensemble formé par l'Angleterre, le Danemark et la Norvège sous le règne de Knut. L'usage du titre de basileus, commun en Angleterre depuis l'époque d'Æthelstan, connaît une recrudescence à l'époque de Knut, qui est également décrit quelques années après sa mort comme « quinque regnorum imperator » par l'auteur de l'Encomium Emmae reginae, qui ajoute l'Écosse et le pays de Galles à ses trois royaumes,.
Plusieurs éléments iconographiques suggèrent une évolution dans la conception du pouvoir de Knut après son séjour à Rome en 1027. Les monnaies frappées au Danemark sur le modèle anglais disparaissent vers 1026-1028 au profit de nouveaux dessins inspirés des frappes impériales. Le portrait de Knut et Emma de Normandie dans le liber vitæ du New Minster de Winchester, réalisé vers 1031, témoigne lui aussi d'influences germaniques en reprenant des éléments caractéristiques des portraits de donateurs des empereurs ottoniens et franconiens. C'est notamment le cas de la couronne qui orne la tête de Knut : contrairement à celles des rois anglo-saxons, elle est fermée en son sommet, tout comme la couronne impériale portée par Conrad II.

## Postérité

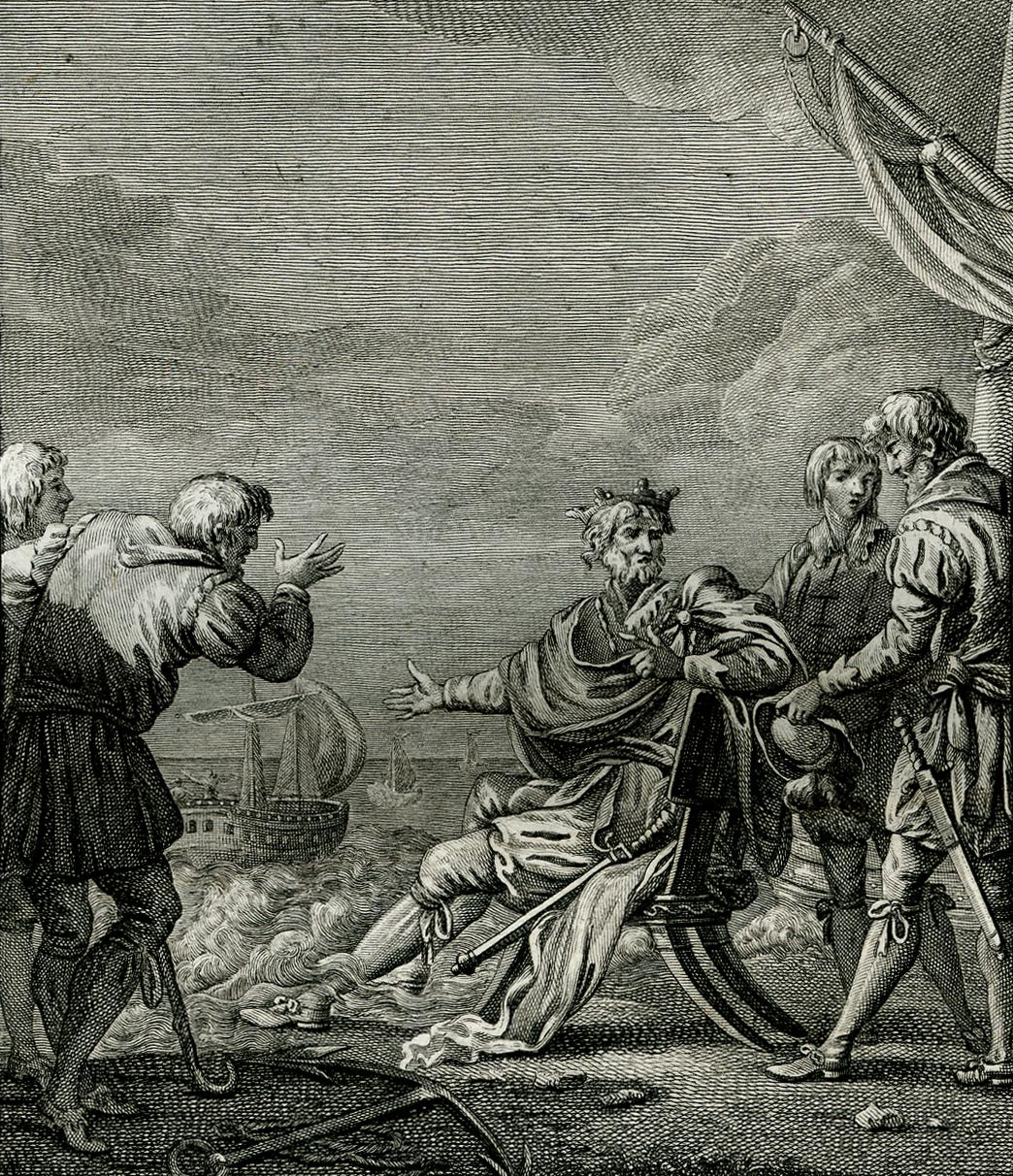
Canut au bord de la mer, gravure de François-Anne David d'après Nicolas Lejeune (vers 1784).

Knut bénéficie d'une réputation posthume positive qui s'explique en grande partie par sa générosité à l'égard de l'Église et au portrait favorable que dressent de lui l'archevêque Wulfstan et l'auteur anonyme de l'Encomium Emmae reginae, en dépit de sa bigamie et des nombreux actes de violence commis au cours de son règne. Pour l'historien M. K. Lawson, la manière dont il utilise les ressources fiscales du royaume d'Angleterre pour bâtir son « empire nordique » témoignent de la sophistication de l'appareil administratif anglais du début du XIe siècle.
Dans la culture populaire, Knut reste principalement associé à la légende selon laquelle il aurait ordonné à la marée montante de refluer. D'après cette légende, le roi se serait un jour lassé des flatteries de ses courtisans, qui allaient jusqu'à prétendre qu'il pourrait se faire obéir des vagues. Le roi aurait alors ordonné que l'on transporte son trône sur le rivage, afin de démontrer par l'exemple qu'il n'en était rien et que même les rois les plus puissants restent inférieurs à Dieu. Cette histoire apparaît pour la première fois au XIIe siècle, dans la chronique de Henri de Huntingdon, qui s'en sert pour illustrer l'humilité de Knut. Elle est ultérieurement réinterprétée pour présenter Knut comme un monarque arrogant, persuadé de pouvoir se faire obéir des éléments et ridiculisé par l'échec de sa tentative. Cette lecture diamétralement opposée au propos de Henri de Huntingdon est attestée dès le XVIe siècle dans les Chroniques de Raphael Holinshed.
Plusieurs œuvres artistiques mettent en scène Knut. Le dramaturge allemand Johann Elias Schlegel publie une tragédie intitulée Canut en 1746. Au XIXe siècle, il est le sujet d'une des Têtes visionnaires (en) de William Blake, tandis que Victor Hugo le présente comme l'assassin de son père Swéno dans « Le Parricide », un poème de La Légende des siècles. Il est un personnage important du manga Vinland Saga de Makoto Yukimura, ainsi que de la série télévisée Vikings: Valhalla où il est incarné par l'acteur gallois Bradley Freegard (en). La légende de Knut et la marée inspire au groupe de rock progressif Genesis la chanson Can-Utility and the Coastliners, parue en 1972 sur l'album Foxtrot.

### Sources primaires
- Simon Lebouteiller (trad.), La saga des rois de Danemark (Knýtlinga saga), Toulouse, Anacharsis, 2021, 253 p. (ISBN 979-10-279-0412-9).
- Françoise Orange (éd.), Encomium Emmae Reginae : Éloge de la reine Emma par un clerc de Flandre, Caen, Presses universitaires de Caen, coll. « Fontes & paginæ », 2022 (ISBN 978-2-38185-174-7, lire en ligne).
- (en) Michael Swanton (trad.), The Anglo-Saxon Chronicle, Routledge, 1996 (ISBN 0-415-92129-5).
- (en) Dorothy Whitelock (éd.), English Historical Documents vol. 1 (c. 500–1042), Eyre & Spottiswoode, 1979 (1re éd. 1955) (ISBN 978-0-415-14366-0).

### Sources secondaires
- (en) Timothy Bolton, The Empire of Cnut the Great : Conquest and the Consolidation of Power in Northern Europe in the Early Eleventh Century, Leyde et Boston, Brill, 2009 (ISBN 978-90-04-16670-7).
- (en) Timothy Bolton, Cnut the Great, New Haven et Londres, Yale University Press, 2017 (ISBN 9780300208337).
- (en) John Crook, « 'A worthy antiquity' : The movement of King Cnut's bones in Winchester Cathedral », dans Alexander Rumble (éd.), The Reign of Cnut, King of England, Denmark and Norway, Londres, Leicester University Press, 1994 (ISBN 0-7185-1455-6).
- (en) Nick Higham, The Death of Anglo-Saxon England, Sutton, 2000 (ISBN 0-7509-2469-1).
- (en) Kenneth Jonsson, « The coinage of Cnut », dans Alexander Rumble (éd.), The Reign of Cnut, King of England, Denmark and Norway, Londres, Leicester University Press, 1994 (ISBN 0-7185-1455-6).
- (en) Simon Keynes, « Cnut's earls », dans Alexander Rumble (éd.), The Reign of Cnut, King of England, Denmark and Norway, Londres, Leicester University Press, 1994 (ISBN 0-7185-1455-6).
- (en) M. K. Lawson, Cnut : England's Viking King, Stroud, Tempus, 2004 (ISBN 0-7524-2964-7).
- (en) M. K. Lawson, « Cnut [Canute] (d. 1035) », dans Oxford Dictionary of National Biography, Oxford University Press, 2013 (lire en ligne ).
- Arnaud Lestremau, « Basileus Anglorum : La prétention impériale dans les titulatures royales à la fin de la période anglo-saxonne », Médiévales, vol. 75,‎ automne 2018 (DOI 10.4000/medievales.9530, lire en ligne).
- Lucie Malbos, Les Peuples du Nord : De Fróði à Harald l'Impitoyable (Ier – XIe siècle), Belin, 2024 (ISBN 978-2-410-02741-9).
- (en) Levi Roach, Æthelred the Unready, New Haven, Yale University Press, 2017 (ISBN 978-0-300-22972-1).
- (en) P. H. Sawyer, « Swein [Sveinn Haraldsson, Sveinn Tjúguskegg, Swein Forkbeard] (d. 1014) », dans Oxford Dictionary of National Biography, Oxford University Press, 2004 (lire en ligne ).